# Moulin du Tertre (Mont-Dol)
Pour les articles homonymes, voir moulin du Tertre.
Le moulin du Tertre est un moulin à vent situé en région Bretagne, dans le département d'Ille-et-Vilaine, sur la commune de Mont-Dol et au sommet du mont Dol. C'est un moulin à farine de type tour en granit. Il appartient à la commune et est géré par l'association des Courous d'pouchées (littéralement en gallo : « coureurs de sac »).

## Historique
Il est édifié en 1843.
Ce moulin fait l’objet d’une inscription au titre des monuments historiques depuis le 7 juillet 1977. Le mont Dol est également un site naturel classé et inscrit.